# Chrysomallon
Chrysomallon is een geslacht van weekdieren uit de klasse van de Gastropoda (slakken).

## Soort
- Chrysomallon squamiferum Chen, Linse, Copley & Rogers, 2015